# Parlamentswahl in Marokko 2007
Die turnusmäßige Parlamentswahl in Marokko 2007 fand am 7. September 2007 statt.
Internationale Beobachter resümieren: Die Wahl verlief wohlorganisiert und nach internationalen Standards, doch es bedürfe Maßnahmen, welche das Vertrauen in die politischen Organe stärken, um mehr Wähler zu mobilisieren.
Als Sieger ging die Partei Istiqlal aus der Wahl hervor, welche das erste Mal seit Jahrzehnten wieder stärkste Parlamentsfraktion wurde. Ihr Parteivorsitzender Abbas al-Fassi wurde im Anschluss von König Mohammed VI. mit der Regierungsbildung betraut.

## Vorgeschichte
Das gewählte Parlament hat lediglich beratende Macht. Bei der Ernennung eines Ministerpräsidenten ist der König nicht an die Mehrheitsverhältnisse im Parlament gebunden. Schon im Vorfeld der Wahl wird deutlich, wie sehr die politischen Bedingungen, unter denen die Wahl durchgeführt wird, vom König kontrolliert und beeinflusst sind. Dies äußert sich am Ende auch in einer historisch niedrigen Wahlbeteiligung von lediglich 37 % der in Wählerlisten registrierten Wahlberechtigten, sowie letztlich einem sehr hohen Anteil (ca. 19 %) von ungültigen Stimmen.
Der Wahltermin war im Vorfeld heftig umstritten, fiel er doch in den religiösen Fastenmonat Ramadan, weshalb befürchtet wurde, dass die Stimmabgabe dadurch stärker religiös motiviert ausfallen könne.

## Die Wahl
In den gemäß Verfassung alle 5 Jahre vorgesehenen Parlamentswahlen, der direkten Wahl der Repräsentantenversammlung im Zwei-Kammer-Parlament Marokkos, werden insgesamt 325 Parlamentssitze vergeben, davon 295 über Parteilisten sowie 30 Sitze über eine sogenannte „nationale Liste“, welche für Frauen reserviert ist.
33 Parteien stellten Abgeordnete zur Wahl, ergänzt von diversen parteilosen Kandidaten. Alle Parteilisten und Kandidaten wählen ein „Wahlsymbol“, um auch für Analphabeten wählbar zu sein.
Bei einer geschätzten Gesamtbevölkerung von 33,24 Millionen sind offiziell 15.462.362 Bürger in Wählerlisten als wahlberechtigt registriert. Insgesamt wurden 4.607.494 gültige Stimmen abgegeben. Bei einer Beteiligung von ca. 37 % (gegenüber 51,6 % im Jahre 2002) verbleiben also nur noch ca. 30 % der wahlberechtigten Stimmen.

### Wahlergebnis
Stärkste Partei wurde zum ersten Mal seit Jahrzehnten die Istiqlal mit 52 Sitzen. Sie besiegte damit deutlich ihren bisherigen Koalitionspartner USFP, welche seit 1998 die stärkste Fraktion gestellt hatte und nach einem Verlust von 12 Sitzen nun nur noch fünftstärkste Kraft wurde, während andere linke Parteien aber durchaus deutliche Stimmgewinne verzeichnen konnten.
Die Islamisten (PJD) sind die großen Verlierer der Wahl. Mit nur 4 dazugewonnenen Sitzen ggü. der Wahl von 2002, bei der sie nicht in allen Bezirken angetreten waren, aber dennoch 42 Sitze gewonnen hatten, sind die allgemeinen Erwartungen an ihr Wahlergebnis vollständig verfehlt worden. Ihre Beschwerden über Korruption und Stimmkauf wirken angesichts der allgemein geringen Wählermobilisierung eher wie eine Themenverfehlung, selbst wenn es zu Unregelmäßigkeiten gekommen sein sollte. Wenn die Gründe für ihre Niederlage also eher in der Wahrnehmung ihrer politischen Arbeit der zurückliegenden Wahlperiode und ihrem teils schwachen Wahlkampf zu suchen sind, bleibt dennoch ein Trend zu einem erstarkenden Islamismus im Land unverändert festzustellen.
Insgesamt blieben die politischen Blöcke und Lager also stabil, während es innerhalb der Parteien-Koalitionen und Gruppen zu deutlichen Verschiebungen kam.
| Partei | Partei                                                      | Ausprägung                                          | Führender Kopf.                                 | Resultate 2002             | Resultate 2007              |
| ------ | ----------------------------------------------------------- | --------------------------------------------------- | ----------------------------------------------- | -------------------------- | --------------------------- |
|        | Istiqlal oder „Partei der Unabhängigkeit“ (PI)              | Konservatismus, Nationalismus                       | Abbas al-Fassi (designierter Ministerpräsident) | 7,8 % der Stimmen 48 Sitze | 10,7 % der Stimmen 52 Sitze |
|        | Partei für Gerechtigkeit und Entwicklung (PJD)              | Konservatismus, Islamismus, Wirtschaftsliberalismus | Saadeddine Othmani                              | 7,4 % der Stimmen 42 Sitze | 10,9 % der Stimmen 46 Sitze |
|        | Volksbewegung (MP)                                          | Royalismus, Vertretung des ländlichen Raums         | Mohand Laenser                                  | 5,0 % der Stimmen 27 Sitze | 9,3 % der Stimmen 41 Sitze  |
|        | Nationaler Zusammenschluss der Unabhängigen (RNI)           | Liberalismus, Mitte-rechts                          | Ahmed Osman                                     | 7,2 % der Stimmen 41 Sitze | 9,7 % der Stimmen 39 Sitze  |
|        | Sozialistische Union der Volkskräfte (USFP)                 | Sozialdemokratie                                    | Mohammed El-Yazghi                              | 9,6 % der Stimmen 50 Sitze | 8,9 % der Stimmen 38 Sitze  |
|        | Konstitutionelle Union (UC)                                 | Royalismus, Konservatismus, Wirtschaftsliberalismus | Mohammed Abied                                  | ?,? % der Stimmen 16 Sitze | 7,3 % der Stimmen 27 Sitze  |
|        | Partei des Fortschritts und des Sozialismus (PPS)           | Sozialismus                                         | Ismael Alaoui                                   | 3,4 % der Stimmen 11 Sitze | 5,4 % der Stimmen 17 Sitze  |
|        | Partei der Nationalen Demokraten (PND) & al-Ahd (Koalition) | Liberalismus                                        | Abdalah Kadiri                                  | ?,? % der Stimmen 12 Sitze | 5,5 % der Stimmen 14 Sitze  |
|        | Front der Demokratischen Kräfte (FFD)                       | Sozialismus                                         | Thami El Khyari                                 | 3,6 % der Stimmen 12 Sitze | 4,5 % der Stimmen 9 Sitze   |
|        | Demokratische und Soziale Bewegung (MDS)                    | Konservativismus                                    | Mahmoud Archane                                 | ?,? % der Stimmen 7 Sitze  | 3,7 % der Stimmen 9 Sitze   |
|        | Föderation der demokratischen Linken (FGD-Koalition)        | Sozialismus                                         | (nein)                                          | 0,0 % der Stimmen 0 Sitze  | 3,2 % der Stimmen 6 Sitze   |
|        | Arbeiterpartei (Marokko) (PT)                               | Sozialdemokratie                                    | Abdelkrim Benatiq                               | 0,0 % der Stimmen 0 Sitze  | 1,7 % der Stimmen 5 Sitz    |
|        | Partei der Umwelt und Entwicklung (PED)                     | Ökologie                                            | Ahmed Alami                                     | 1,0 % der Stimmen 2 Sitze  | 1,7 % der Stimmen 5 Sitze   |
|        | Partei der Erneuerung und Gerechtigkeit (PRE)               | Liberalismus                                        | Chaquir Achahbar                                | ?,? % der Stimmen 0 Sitze  | 1,4 % der Stimmen 4 Sitz    |

Die übrigen 13 Sitze verteilen sich auf 6 weitere Parteien sowie 5 unabhängige Abgeordnete.

## Regierungsbildung
König Mohammed VI. beauftragte den Führer der stimmstärksten Partei mit der Regierungsbildung, also Abbas al-Fassi von der Istiqlal. Er bildet umgehend eine Regierungskoalition aus den Al-Kutla-Parteien, also der USFP und der PPS, sowie außerdem der RNI und der MP, welche am 15. Oktober 2015 offiziell berufen wurde.